# Sáhib
Sáhib je arabský titul pro panovníka či urozeného člověka.

## Jiná užití
V Indii se jednalo navíc o oslovení Evropana vůbec.